# Andrej Dějev
Andrej Dějev (* 20. ledna 1978 Sverdlovsk, Sovětský svaz) je bývalý ruský sportovní šermíř, který se specializoval na šerm fleretem. Rusko reprezentoval v prvních letech jednadvacátého století. V roce 2000 startoval na olympijských hrách v Sydney v soutěži jednotlivců a družstev. V roce 2005 vybojoval třetí místo na mistrovství světa v soutěži jednotlivců. S ruským družstvem obsadil v roce 2005 a 2007 druhé místo na mistrovství Evropy.